# Port lotniczy Bar Jehuda
Port lotniczy Bar Jehuda (hebr. מנחת בר-יהודה, Minḥat bar-Yehuda) (IATA: MTZ, ICAO: LLMZ) – lotnisko znajdujące się przy Morzu Martwym, w Izraelu. Jest położone we wschodniej części pustyni Judzkiej, pomiędzy miastami Arad i En Gedi.
Lotnisko zostało otwarte w 1963 i służy do czarterowych lotów izraelskich linii lotniczych, nauki latania oraz prywatnym samolotom. Jest to także awaryjny pas do lądowań. 